# Baddeck
Baddeck – wieś (village) w kanadyjskiej prowincji Nowa Szkocja, ośrodek hrabstwa Victoria, miejscowość spisowa (designated place), położona nad jeziorem Bras d’Or Lake. Według spisu powszechnego z 2016 obszar miejscowości spisowej to: 2,11 km², a zamieszkiwało wówczas ten obszar 826 osób.
Nazwa miejscowości pochodzi od określenia w języku mikmak, być może od miana petek, które oznacza „zwrot”, „zginać do tyłu”, i miałoby się wiązać ze sposobem podejścia do tamtejszej przystani; wersja francuska brzmiała: La Badecque (1751).